# Euphorbia austriaca
Euphorbia austriaca är en törelväxtart som beskrevs av Anton Joseph Kerner. Euphorbia austriaca ingår i släktet törlar, och familjen törelväxter. Inga underarter finns listade i Catalogue of Life.

## Bildgalleri

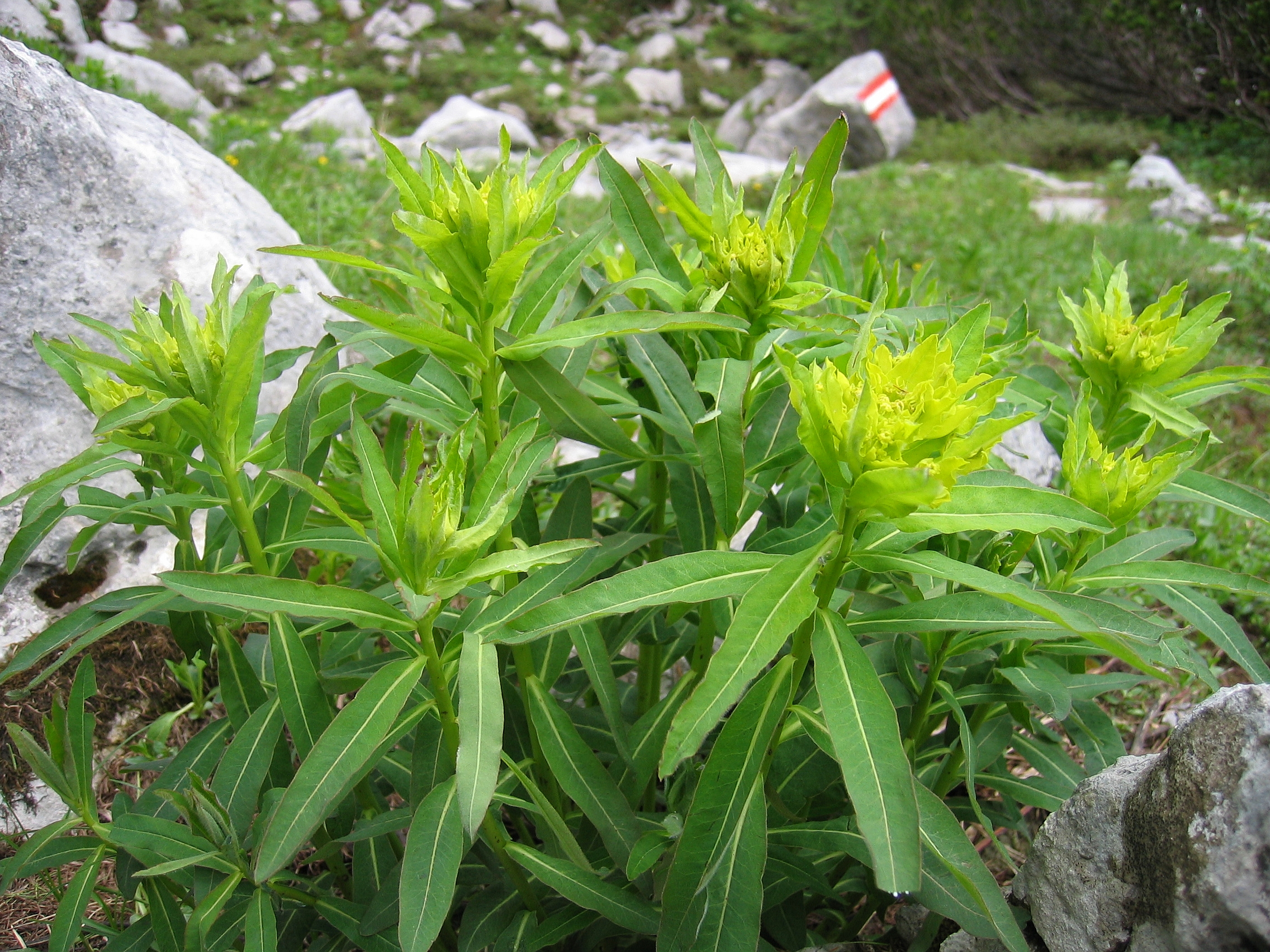
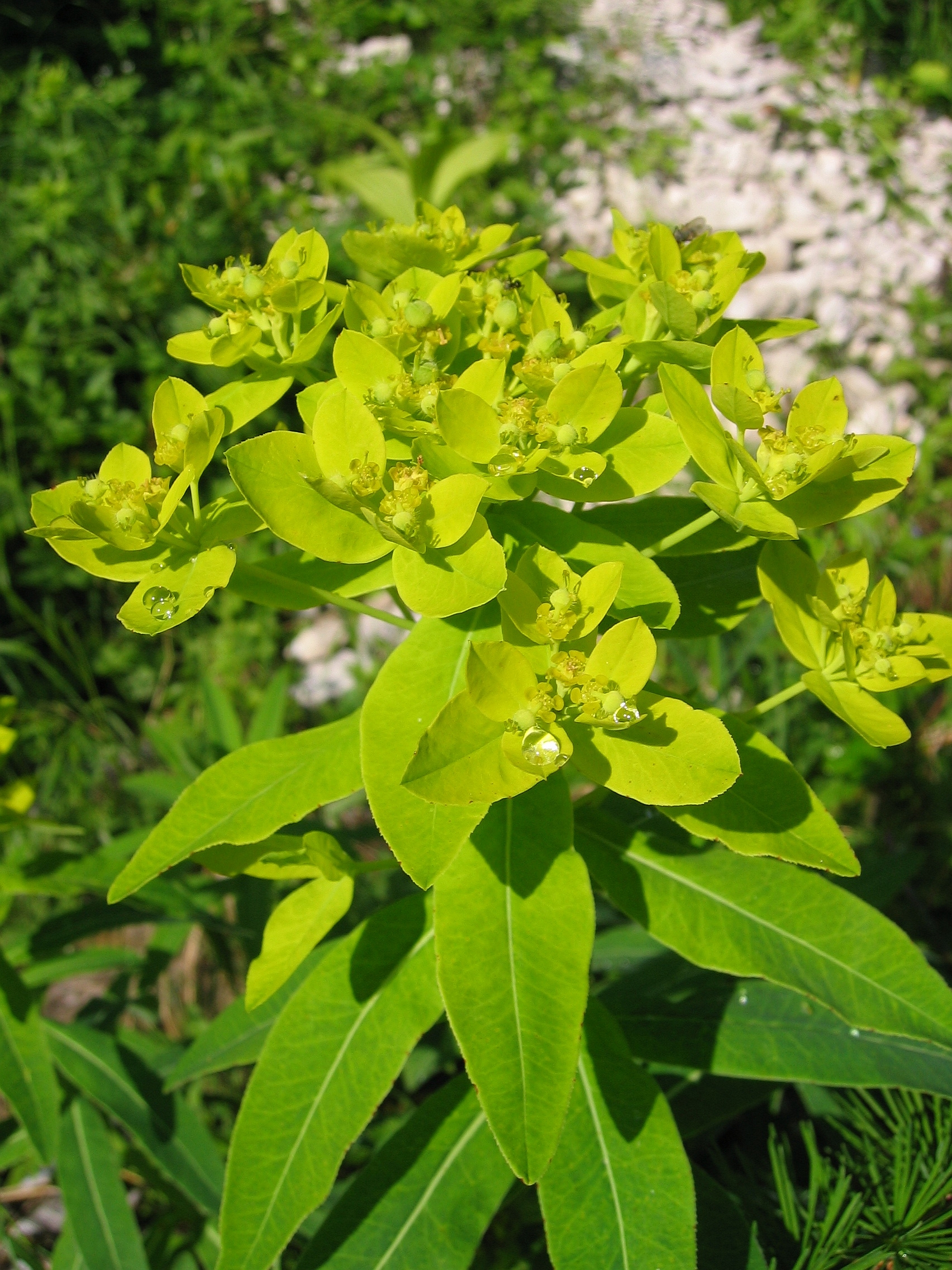
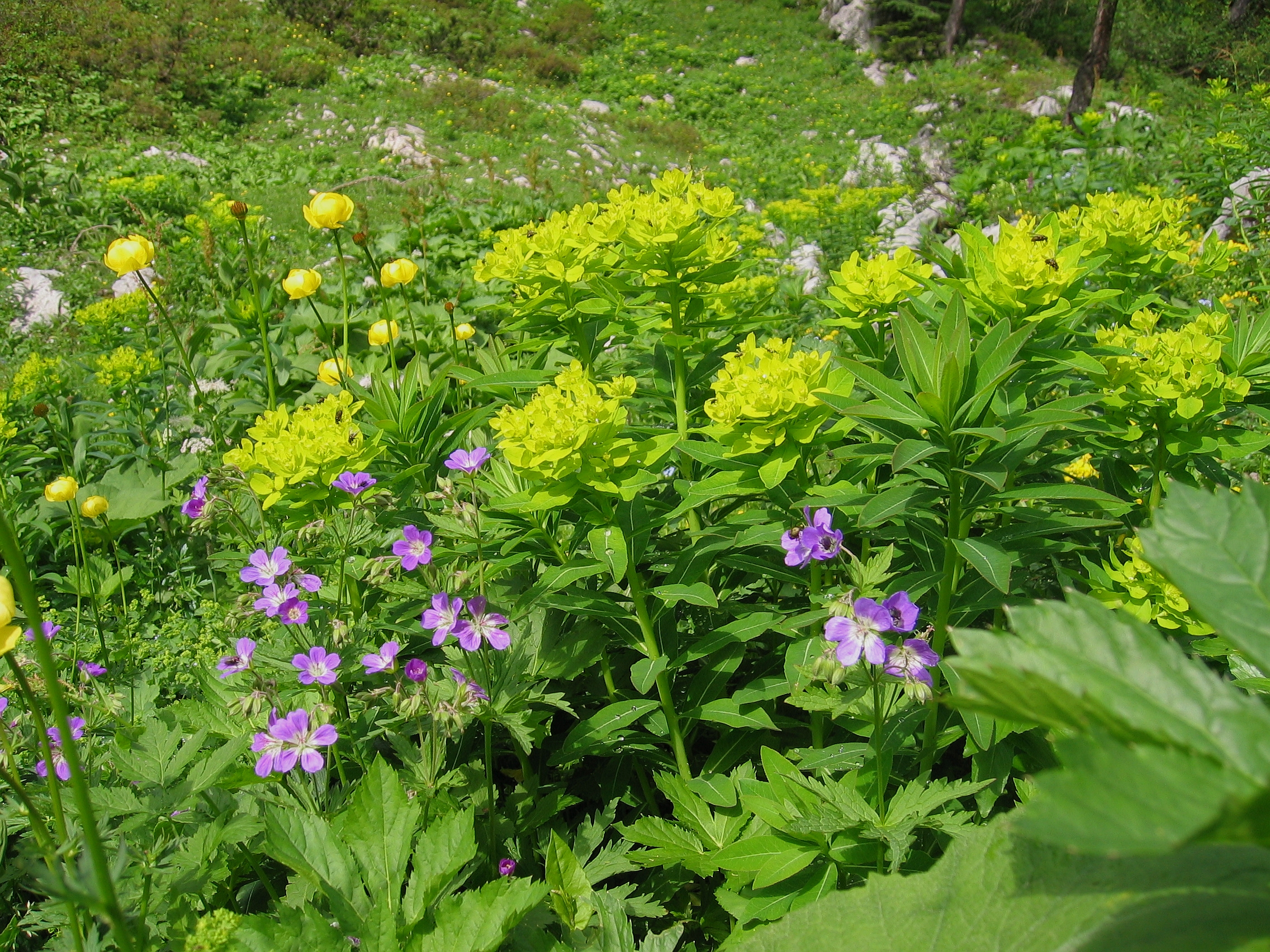
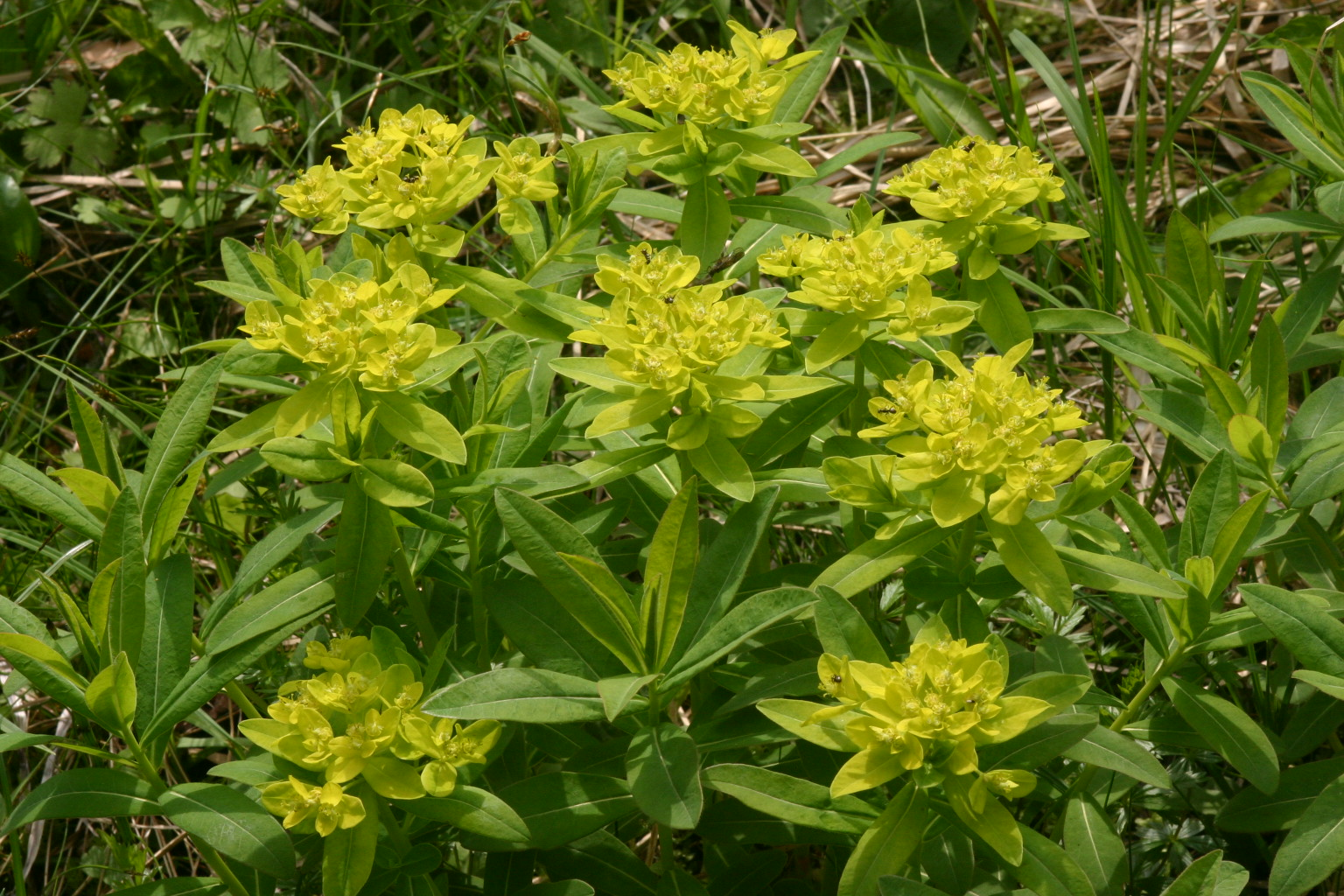
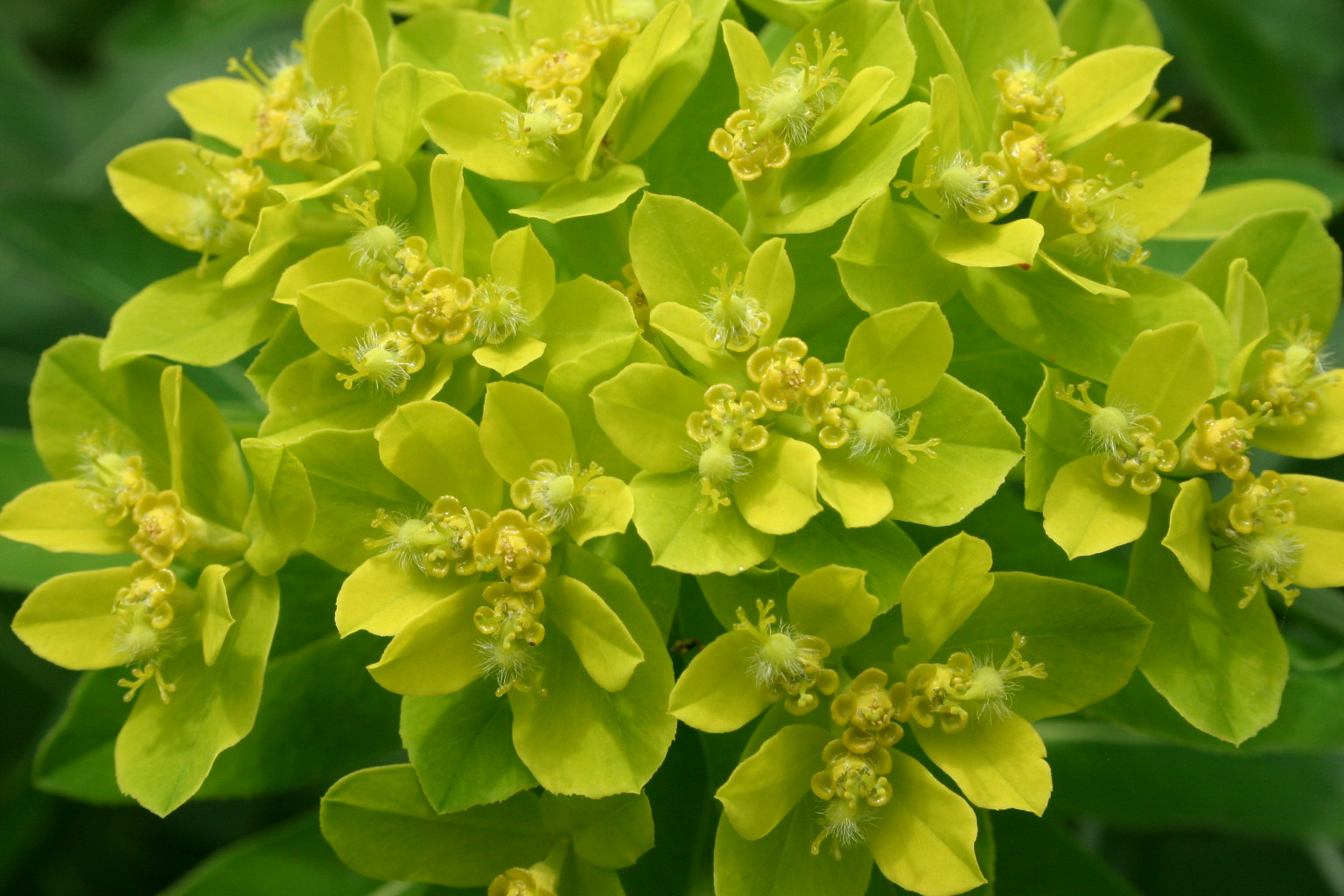
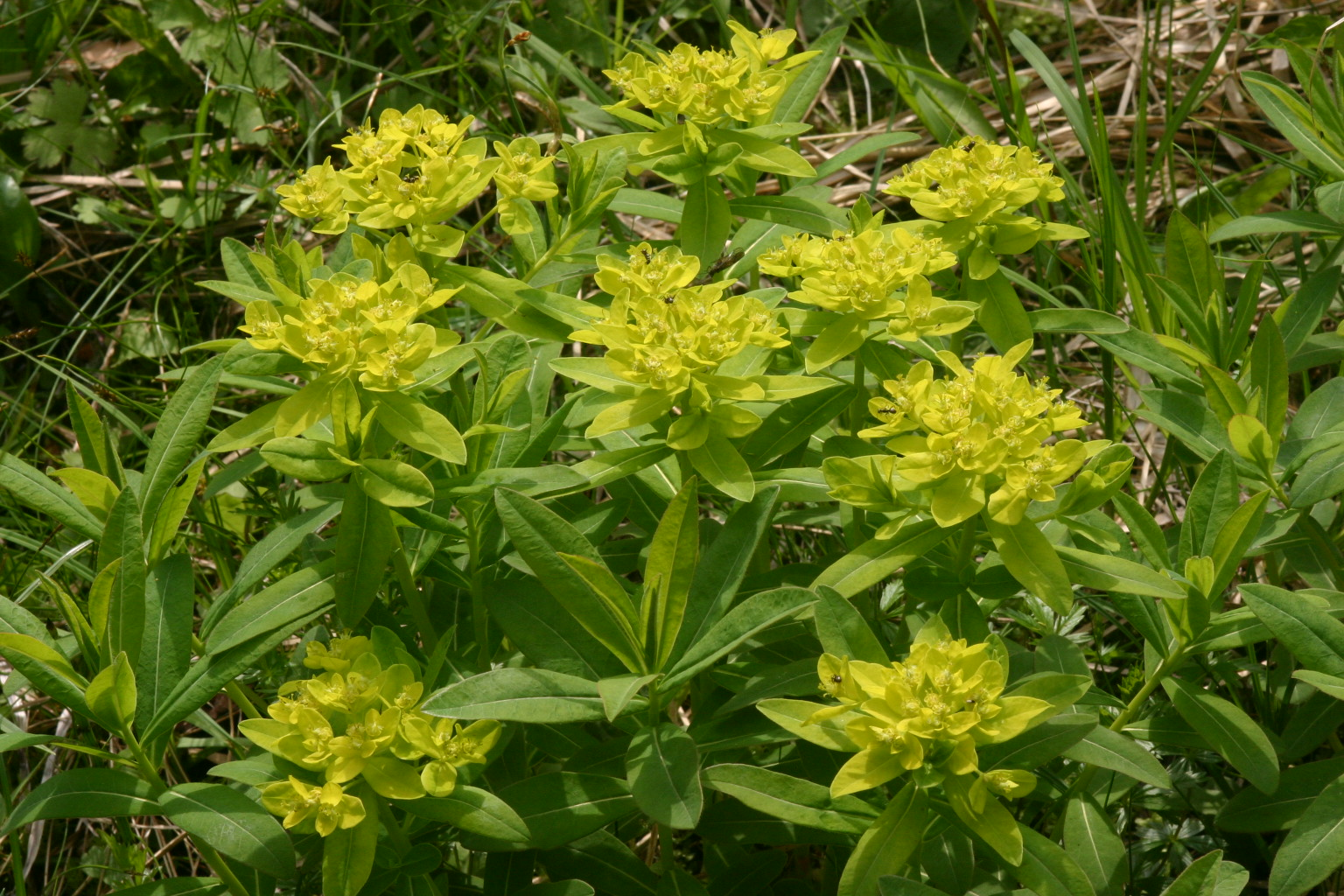